# Finlande aux Jeux olympiques d'été de 1924
La Finlande participe aux Jeux olympiques d'été de 1924 à Paris en France. 121 athlètes finlandais, tous des hommes, ont participé à 69 compétitions dans 12 sports. Ils y ont obtenu 37 médailles : quatorze d'or, treize d'argent et dix de bronze.

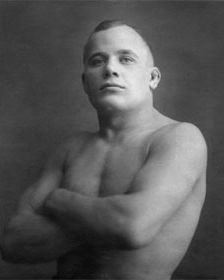
Edvard Westerlund champion olympique en lutte (photo de 1920).

## Médailles
| Médaille | Discipline | Épreuve                                             | Athlète                                                                                   | Performance | Date |
| -------- | ---------- | --------------------------------------------------- | ----------------------------------------------------------------------------------------- | ----------- | ---- |
| Or       | Athlétisme | 1 500 m hommes                                      | Paavo Nurmi                                                                               |             |      |
| Or       | Athlétisme | 5 000 m hommes                                      | Paavo Nurmi                                                                               |             |      |
| Or       | Athlétisme | 10 000 m hommes                                     | Ville Ritola                                                                              |             |      |
| Or       | Athlétisme | 3 000 m steeple hommes                              | Ville Ritola                                                                              |             |      |
| Or       | Athlétisme | Marathon hommes                                     | Albin Stenroos                                                                            |             |      |
| Or       | Athlétisme | Cross individuel hommes                             | Paavo Nurmi                                                                               |             |      |
| Or       | Athlétisme | 3 000 m par équipe hommes                           | Paavo Nurmi Ville Ritola Elias Katz Sameli Tala* Frej Liewendahl* Eino Seppälä*           |             |      |
| Or       | Athlétisme | Cross-country par équipe hommes                     | Paavo Nurmi Ville Ritola Heikki Liimatainen Väinö Sipilä* Eino Rastas* Eero Berg*         |             |      |
| Or       | Athlétisme | Lancer du javelot hommes                            | Jonni Myyrä                                                                               |             |      |
| Or       | Athlétisme | Pentathlon hommes                                   | Eero Lehtonen                                                                             |             |      |
| Or       | Lutte      | Lutte gréco-romaine - Poids plume 58 - 62 kg        | Kalle Anttila                                                                             |             |      |
| Or       | Lutte      | Lutte gréco-romaine - Poids légers, 62 - 67.5 kg    | Oskari Friman                                                                             |             |      |
| Or       | Lutte      | Lutte gréco-romaine - Poids légers, 67.5 - 75 kg    | Edvard Westerlund                                                                         |             |      |
| Or       | Lutte      | Lutte libre - Poids coq, -56 kg                     | Kustaa Pihlajamäki                                                                        |             |      |
| Argent   | Athlétisme | 5 000 m hommes                                      | Ville Ritola                                                                              |             |      |
| Argent   | Athlétisme | 400 m haies hommes                                  | Erik Vilen                                                                                |             |      |
| Argent   | Athlétisme | 3 000 m steeple hommes                              | Elias Katz                                                                                |             |      |
| Argent   | Athlétisme | Cross individuel hommes                             | Ville Ritola                                                                              |             |      |
| Argent   | Athlétisme | Lancer du disque hommes                             | Vilho Niittymaa                                                                           |             |      |
| Argent   | Lutte      | Lutte gréco-romaine - Poids coq, -58 kg             | Anselm Ahlfors                                                                            |             |      |
| Argent   | Lutte      | Lutte gréco-romaine - Poids plume 58 - 62 kg        | Aleksander Toivola                                                                        |             |      |
| Argent   | Lutte      | Lutte gréco-romaine - Poids légers, 67.5 - 75 kg    | Arthur Lindfors                                                                           |             |      |
| Argent   | Lutte      | Lutte gréco-romaine - Poids lourds, +82.5 kg        | Edil Rosenqvist                                                                           |             |      |
| Argent   | Lutte      | Lutte libre - Poids coq, -56 kg                     | Kaarlo Mäkinen                                                                            |             |      |
| Argent   | Lutte      | Lutte libre - Poids légers, 61 - 66 kg              | Volmar Wikström                                                                           |             |      |
| Argent   | Lutte      | Lutte libre - Poids mi-moyens, 66 - 72 kg           | Eino Leino                                                                                |             |      |
| Argent   | Tir        | Fosse olympique                                     | Konrad Huber                                                                              |             |      |
| Bronze   | Athlétisme | 10 000 m hommes                                     | Eero Berg                                                                                 |             |      |
| Bronze   | Athlétisme | Triple saut hommes                                  | Vilho Tuulos                                                                              |             |      |
| Bronze   | Lutte      | Lutte gréco-romaine - Poids coq, -58 kg             | Väinö Ikonen                                                                              |             |      |
| Bronze   | Lutte      | Lutte gréco-romaine - Poids légers, 62 - 67.5 kg    | Källe Westerlund                                                                          |             |      |
| Bronze   | Lutte      | Lutte gréco-romaine - Poids mi-lourds, 75 - 82.5 kg | Onni Pellinen                                                                             |             |      |
| Bronze   | Lutte      | Lutte libre - Poids légers, 61 - 66 kg              | Arvo Haavisto                                                                             |             |      |
| Bronze   | Lutte      | Lutte libre - Poids moyens, 72 - 79 kg              | Vilho Pekkala                                                                             |             |      |
| Bronze   | Tir        | Pistolet feu rapide à 25 m                          | Lennart Hannelius                                                                         |             |      |
| Bronze   | Tir        | Tir aux pigeons par équipes                         | Werner Ekman Konrad Huber Robert Huber Toivo Tikkanen Georg Nordblad Karl Magnus Wegelius |             |      |
| Bronze   | Voile      | Monotype Olympique 1924                             | Hans Dittmar                                                                              |             |      |